# Стиг фест
Стиг фест је међународни фестивал фолклора, нови је садржај програма рада Центра за културу као значајан допринос развоју општине Мало Црниће у погледу културе и туризма.
Идеја је да од 2021. године, општина буде домаћин фестивала и угости неколико фолклорних ансамбала из иностранства, која би са фолклорним ансамблом при Центру за културу, и осталим културно-уметничким друштвима са територије општине пружила богат дводневни програм мештанима и посетиоцима.
У будуће, програм би се одржавао, сходно могућностима организације, једног дана одржао у Малом Црнићу, а другог дана у још једном насељу наше општине. Идеја произилази из потребе да наша општина и Центар за културу остваре сарадњу са иностраним ансамблима и њиховим градовима или општинама и тако поспеши развој културне делатности у општини.
Сарадња би била заснована на узвратном гостопримству за Фолклорни ансамбл општине Мало Црниће, као и за остала културно-уметничка друштва са територије општине. Оваквом сарадњом и „разменом” културно-уметничких програма би значајно приступили остваривању општих интереса - промоције општине, али и шире, наше културе и традиције у иностранству. 